# Baillaury
La Baillaury, ou ruisseau de Baillaury (en catalan et parfois en français : Vallàuria ou Vallòria), est un fleuve côtier du département des Pyrénées-Orientales, en région Occitanie, qui prend sa source dans le massif des Albères. Après avoir traversé la commune de Banyuls-sur-Mer dans le Roussillon, il se jette dans la mer Méditerranée,.

## Étymologie
Le nom de la rivière apparaît en latin dans un texte du XIIIe siècle : Vallis Aurea. Le mot latin Vallis signifie « vallée », quant à l'adjectif Aurea, « dorée », il peut aussi signifier « jaune » ou « riche, fertile », mais il signifie en réalité « aurifère ». Le mot est devenu Vallauria ou Vallaurí en catalan. Cette dernière forme a été calquée en français, le « v » catalan étant prononcé comme un « b » et le « ll » mouillé catalan étant proche du « ill » français, pour un auditeur francophone.

## Géographie
La Baillaury ou Ribera de Vallauria en partie haute, prend sa source dans le massif des Albères au sud de la tour Madeloc (656 m), à 350 m d'altitude. 
Son cours est long de 8,5 km.

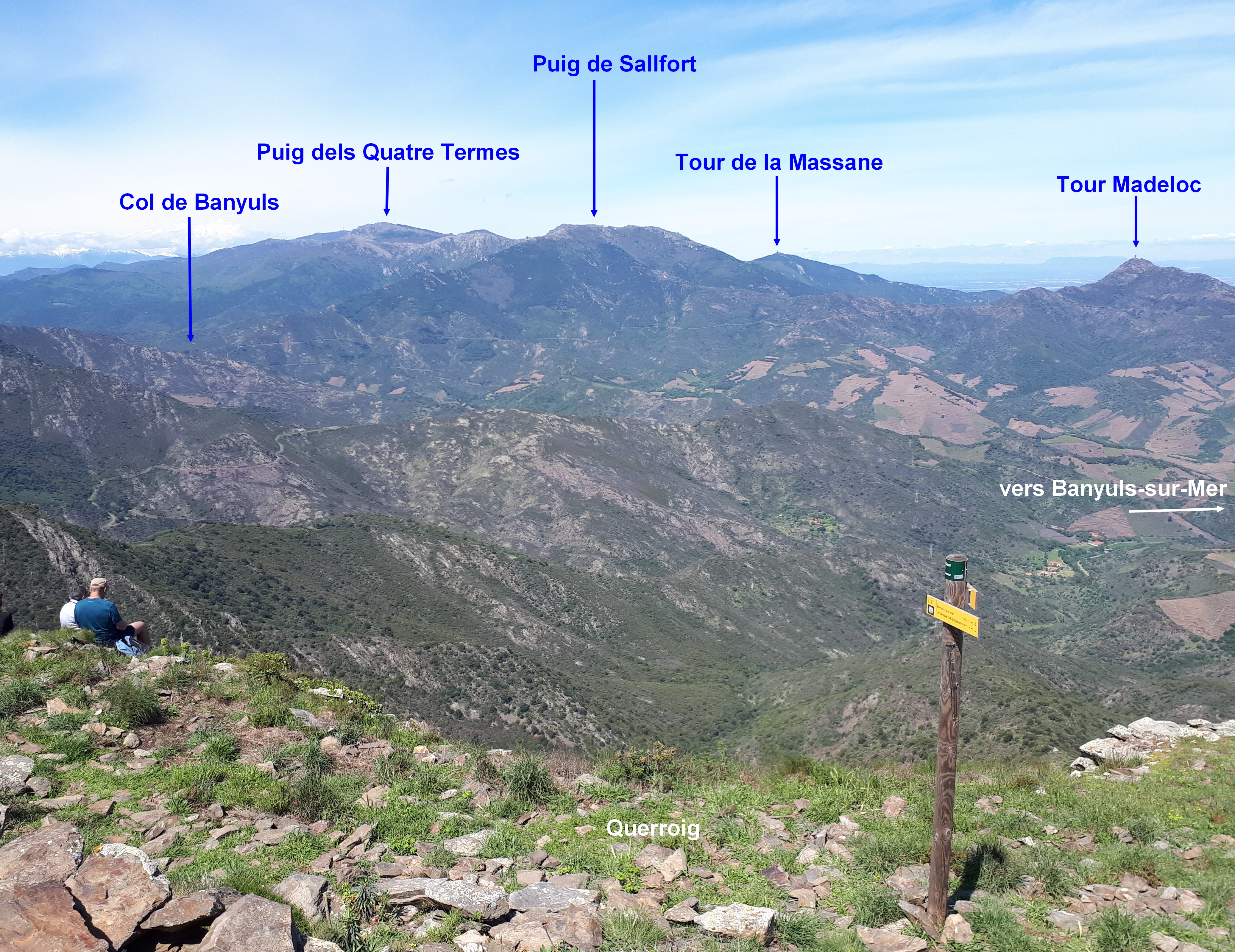
La partie supérieure (ouest) du bassin versant de la Baillaury, vue depuis la tour de Querroig.
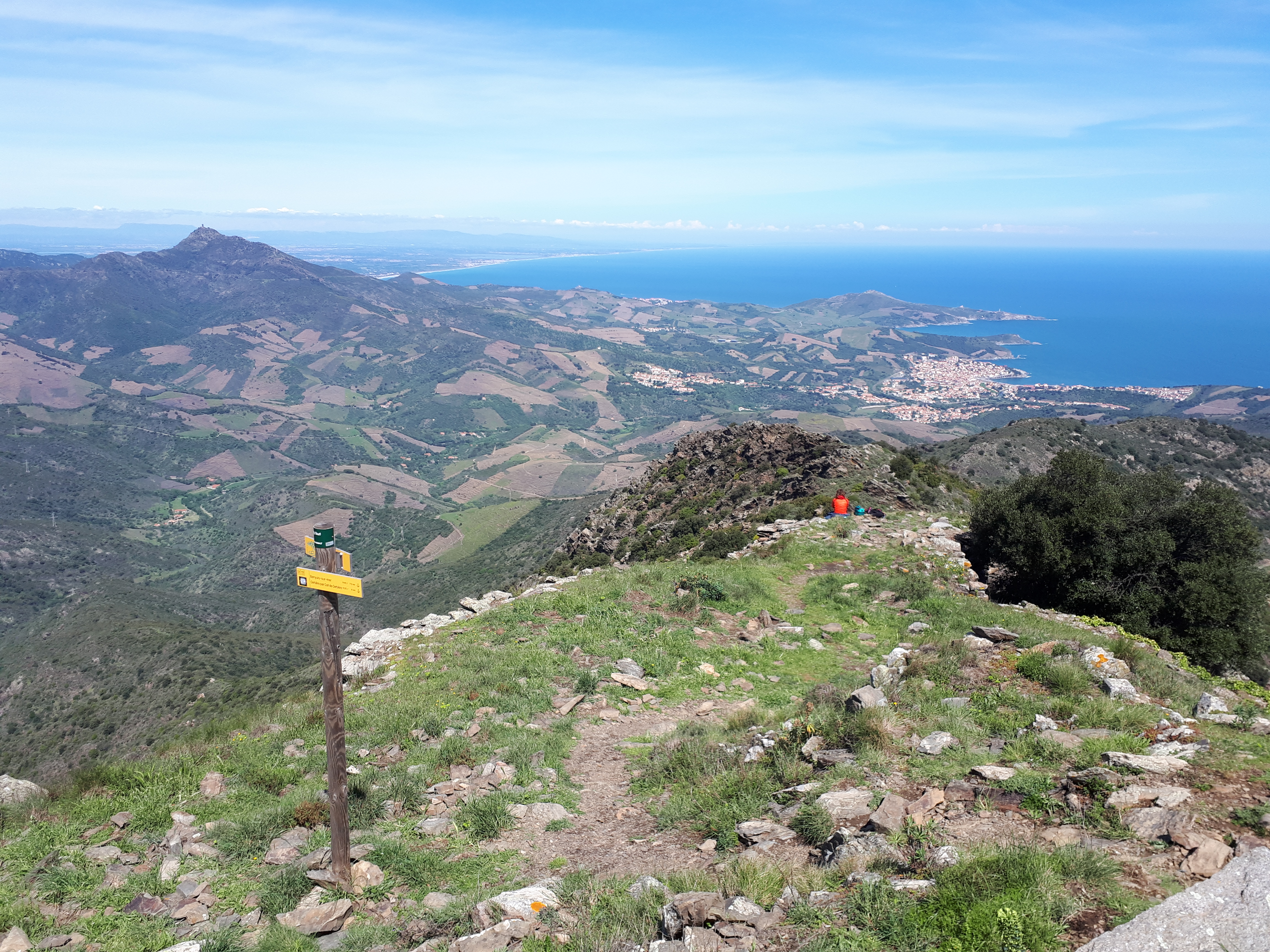
La partie inférieure (orientale) du bassin versant de Baillaury, vue depuis la tour de Querroig. En bas : Banyuls-sur-Mer.

### Commune et canton traversés
Dans le seul département des Pyrénées-Orientales, la Baillaury traverse une seule commune : Banyuls-sur-Mer, dans le canton de la Côte Vermeille, dans l'arrondissement de Céret.

### Bassin versant
La Baillaury traverse une seule zone hydrographique « Côtiers de la frontière espagnole à la Ravane » (Y010) de 72 km2.

## Affluents

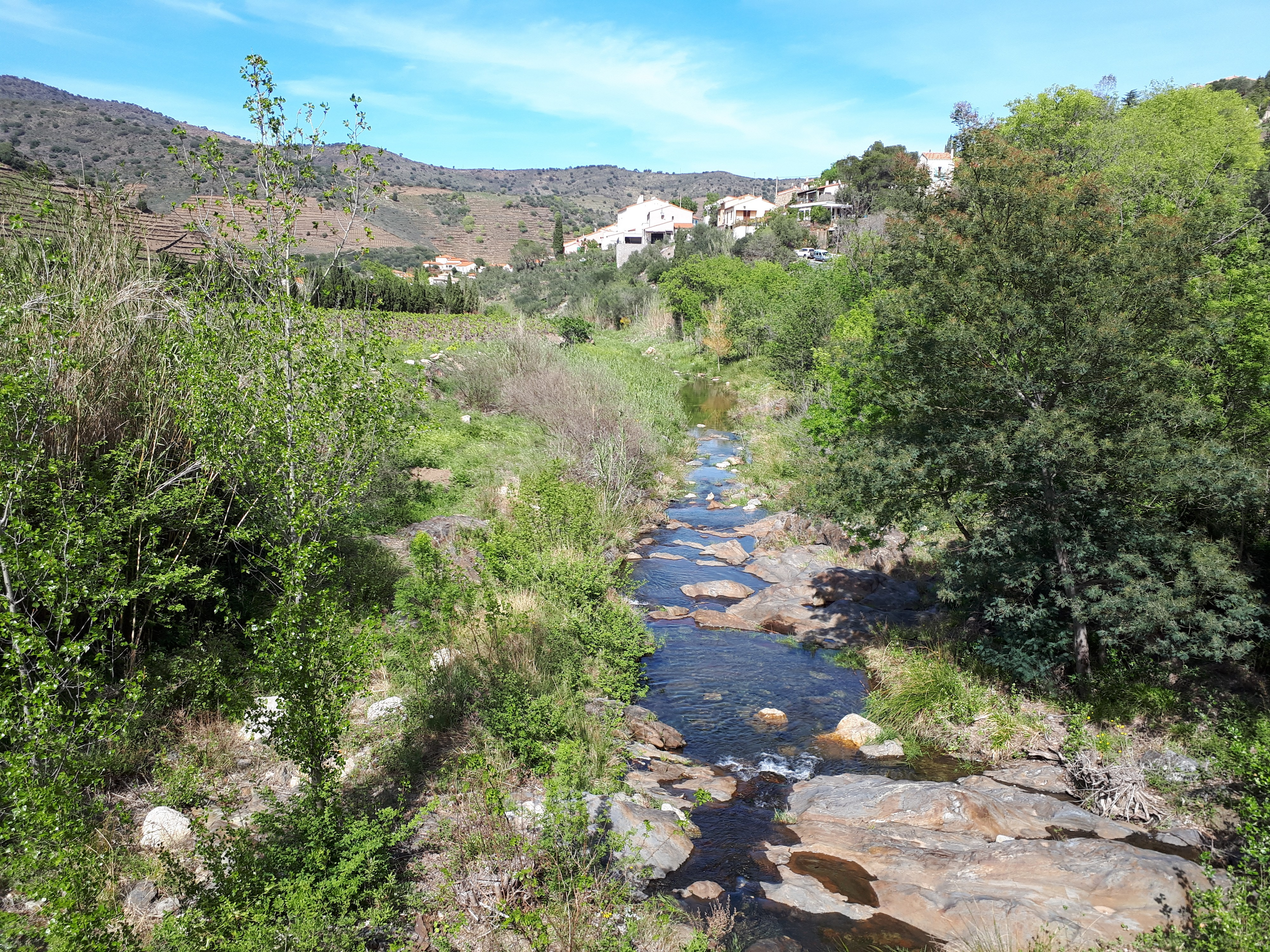
Rec de les Abelles (ou Ruisseau des Abeilles), environ 500 mètres avant sa confluence avec la Baillaury. À droite : le hameau de Mas Atxer.

La Baillaury a un seul affluent référencé :
- le ruisseau des Abeilles (rd[note 1]) 4,6 km sur la seule commune de Banyuls-sur-Mer avec un affluent[1] :
  - le Ruisseau du Vignès ou ruisseau del Vinyès (rg) 3,6 km sur la seule commune de Banyuls-sur-Mer, prenant source au coll de Banyuls, avec un affluent :
    - Rec de la Marlina de Pouada, sur la seule commune de Banyuls-sur-Mer selon Géoportail

Géoportail signale aussi d'autres affluents et sous-affluents surtout en partie droite donc pyrénéenne :
- le Rec de Comvernils (rg)
- le torrent du Séris ;
- le Rec de la Rovida (rd) avec plusieurs affluents :
  - le Rec de Font de Can Xatard (rg)
  - le Rec del Fito (rd)
  - le Rec del Monjos (rd)
  - le Rec de l'Arbre blanc (rd)
- le Rec de Barlanda (rd)
- le val Pompo (rg)[6]

### Rang de Strahler
Le rang de Strahler est donc de quatre.

## Hydrologie

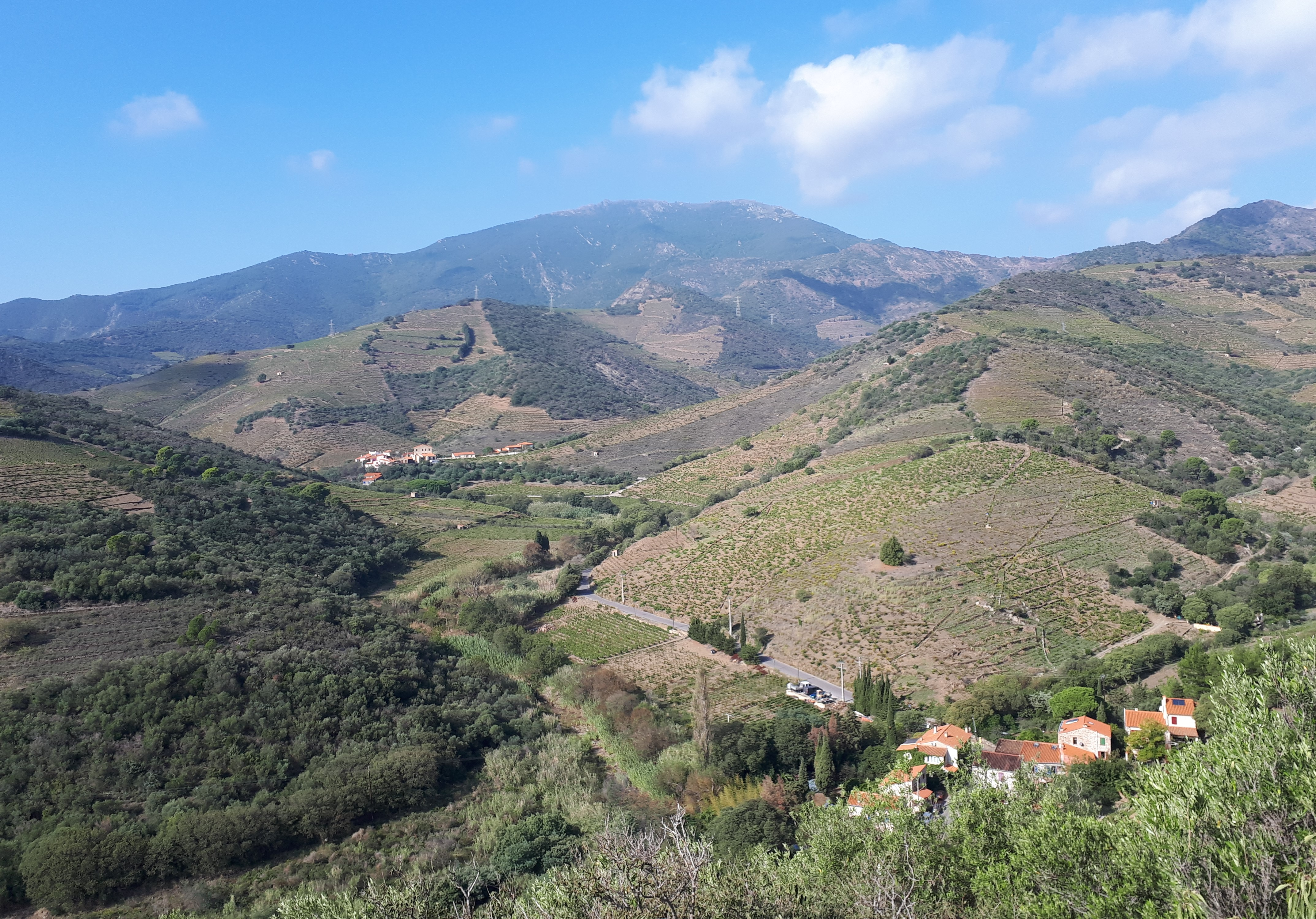
La vallée de la Baillaury, dans la région du Mas Parer, à mi-chemin entre le Coll de Banyuls et le littoral. Au fond : Puig de Sallfort.

En période estivale, le débit de type oued, est nul pendant plusieurs mois seulement sur la partie aval. Le torrent coule pourtant, mais en amont. Les crues surviennent le plus souvent à l'automne. Le fleuve se termine en embouchure dans le centre de Banyuls-sur-Mer. Son régime hydrologique est dit pluvial méridional.

## Aménagements et écologie

### Tortues
La-Route-Tortues en Catalogne passe par la rivière la Baillaury : dans le département des Pyrénées-Orientales se trouve la seule population française d'Émydes lépreuses et le plus grand nombre, soit une centaine de tortues.

### ZNIEFF
D'autre part, une ZNIEFF de type I est décrite depuis 2007 pour 56 hectares sur la seule commune de Banyuls-sur-Mer : ZNIEFF 910030068 : Oueds de la Baillaury et de ses affluents.